# Ricarda Redeker

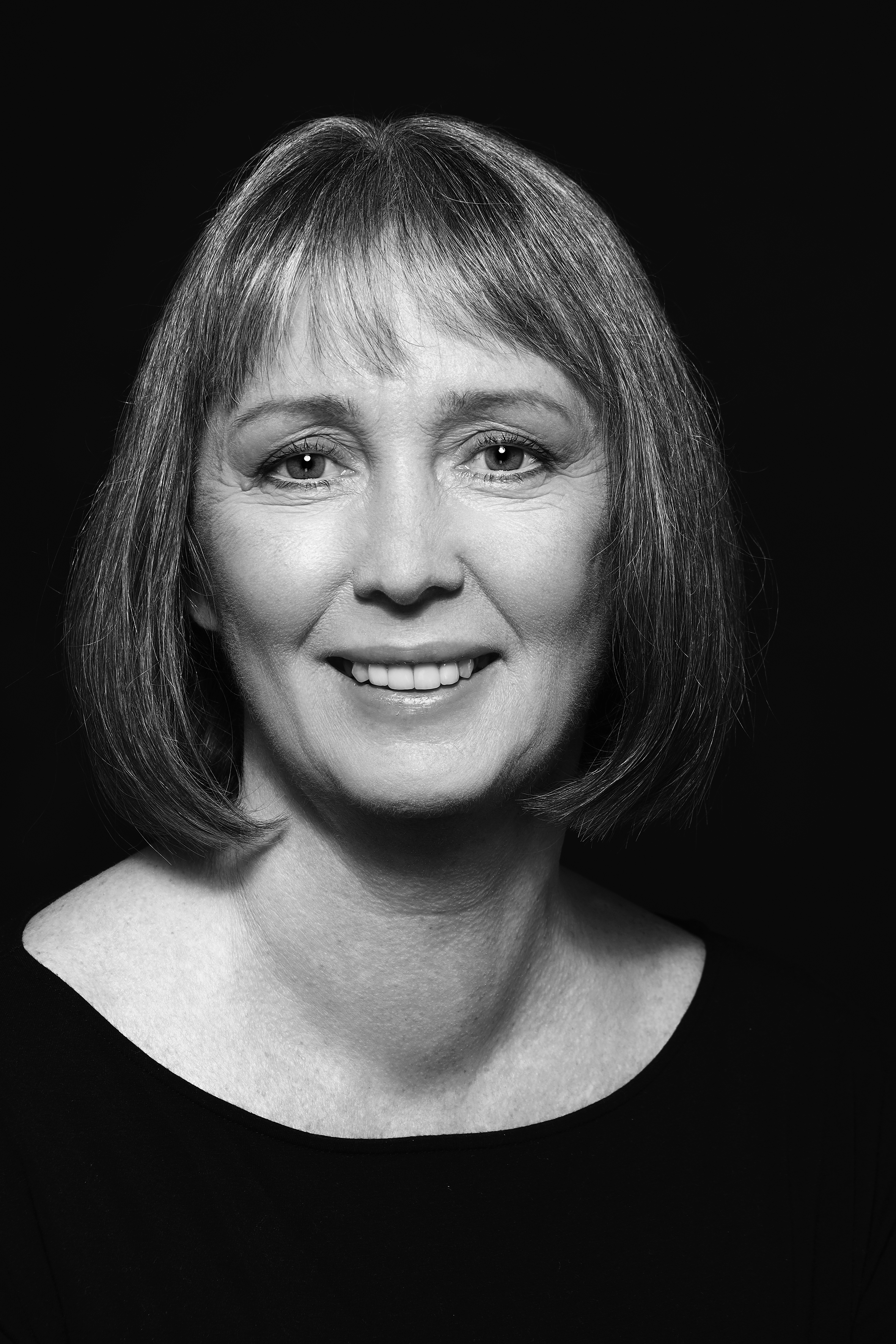
Ricarda Redeker (2021)

Ricarda Redeker (* um 1958 in Münster/Westfalen) ist eine deutsche Diplomatin. Sie war von August 2021 bis Juni 2024 als Deutsche Botschafterin in Guatemala und Belize akkreditiert.

## Leben
Redeker begann nach dem Abitur 1977 ein Studium der Rechtswissenschaften an der Universität Münster und legte 1982 am Oberlandesgericht Hamm die Erste Juristische Staatsprüfung ab. Nach dem juristischen Vorbereitungsdienst absolvierte sie 1986 die Zweite Juristische Staatsprüfung und war anschließend bis 1989 als Rechtsanwältin tätig.
1989 trat sie in den Auswärtigen Dienst ein und war nach Vorbereitungsdienst sowie Laufbahnprüfung für den höheren Auswärtigen Dienst von 1990 bis 1992 zunächst als Referentin in der Rechtsabteilung des Auswärtigen Amt eingesetzt. Danach war sie bis 1995 als Presse- und Kulturreferentin an der Botschaft Helsinki tätig. Es folgten Einsätze im Auswärtigen Amt in Bonn und Berlin. An der Botschaft Nicaragua war sie von 1998 bis 2002 als Ständige Vertreterin des Botschafters tätig. An der Botschaft Washington (2006–2008) leitete sie die Kulturabteilung. Im Jahr 2014 übernahm Ricarda Redeker die Leitung des Generalkonsulates in Houston mit Zuständigkeit für die US-Bundesstaaten Texas, Arkansas, Louisiana, New Mexico und Oklahoma. Von 2017 bis 2021 war sie als Inspekteurin des Auswärtigen Amts eingesetzt. Am 3. August 2021 erfolgte ihre Akkreditierung als deutsche Botschafterin in Guatemala mit Nebenakkreditierung in Belize. Im Sommer 2024 wurde sie in diesem Amt von Hardy Boeckle abgelöst.
Redeker ist ferner als Fotografin international aktiv.

## Veröffentlichungen
- Die korrekte Anrede im öffentlichen Leben, Protokollarischer Ratgeber für Kommunikation, Korrespondenz, Placement. Reguvis Fachmedien GmbH, ISBN 978-3-8462-0019-3